# فراستر
فراستر (به انگلیسی: Frocester) یک روستا و محله مدنی در بریتانیا است که در Stroud District واقع شده‌است. فراستر ۱۵۵ نفر جمعیت دارد.